# 呂鐵州
呂鐵州（1899年6月17日－1942年9月24日），本名呂鼎鑄，桃園大溪人，為台灣日治時代畫家，屬於「京都繪專（現京都藝大）圓山四條派」系脈。早期多以傳統水墨畫為主，赴日習畫以後以花鳥畫聞名，其作品多以植物、花鳥動物等南國風物為創作題材，:30, 46展現精湛造形之構圖等氣韻特質，呈現理想化的秩序感，有著「臺展泰斗」之稱。

## 生平
呂鐵州幼時家境富裕，且父親呂鷹揚喜與地方文人雅士往來，在耳濡目染下使呂鐵州對傳統文學、書法及水墨畫培養出興趣。1920年代中期，呂鐵州在父親過世後遷至臺北城外太平町開設繡莊，藉著為顧客繪製花鳥圖稿，以及臨摹明、清和近代中國名家之山水、花鳥與人物畫精進畫藝，奠定扎實的書畫功力。:30
呂鐵州的中期藝術生涯發展並非一帆風順。1927年，台灣總督府文教局的外圍法人組織台灣教育會舉辦第一回官辦「臺展」，正式將現代化的新美術風潮引入台灣，奠基於傳統書畫的呂鐵州並未受到評審青睞而落選。臺展的落選促使呂鐵州於1928年前往日本內地，到圓山四條派為發展核心的京都繪專就讀，並在日本現代花鳥改革派旗手福田平八郎畫室習畫。:46在1929年，呂鐵州以〈梅〉和〈秋葵〉參選第三回臺展，兩件作品皆成功入選東洋畫部，其中，〈梅〉更獲得特選的榮譽。:59-60然而，由於家中經濟變故，呂鐵州僅念了兩年多便在1930年返台。回到台灣後，呂鐵州持續參選臺展，他的作品〈後庭〉獲臺展賞（1931）、〈蓖麻に軍鷄《蓖麻中的軍雞》〉獲特選與臺展賞（1932）、〈南國〉也同樣獲臺展賞（1933）。連年獲獎使呂鐵州聲勢高漲，台灣新民報記者更林錦鴻更將他譽為「臺灣東洋畫壇的麒麟兒」。
由於1930年間臺展興起一股新文人畫風潮。在呂鐵州創作的晚期，他開始思考轉型，並以風景寫生作品〈大溪〉參展第七回臺展（1933）。這件作品展現了他企圖轉變題材、類型、技法和風格的心思。 然而，正值轉型期間，呂鐵州因健康不佳而積勞成疾。:119他在1942年9月24日因心臟麻痺而逝世。

## 相關藝術活動
除了參與臺展的競賽和創作外，呂鐵州也積極參與推動畫會團體。他在1932年加入鄉原古統及木下靜涯所創立的「栴檀社」。:160-166此後，他與1933年與林玉山、郭雪湖、陳敬輝等人組織了「麗光會」。又在1935年與郭雪湖、陳敬輝、林錦鴻、楊三郎和曹秋圃成立「六硯會」，持續推出藝術教育活動。:220-225
呂鐵州也在藝術教學上多有貢獻。自1930返台後他開始在畫室指導學生。，他的畫室位於太平町五丁目八番地，後來遷至七丁目八十三番地，並在1936年正式立案掛牌為「南溟繪畫研究所」。曾在呂鐵州畫室中習畫過的弟子有林雪州、蘇淇祥、廖立芳、羅訪梅、呂孟津、余德煌、黃華州、許深川、陳宜讓、游本鄂等人。:138-150:226-229

## 外部連結
- 【名單之後】從落敗到特選，呂鐵州如何成為「臺展泰斗」？ | 故事（页面存档备份，存于）